# ماري دوبويس
ماري دوبويس (بالفرنسية: Marie Dubois )‏ (و. 1937 – 2014 م) هي ممثلة، من فرنسا، ولدت في باريس، توفيت عن عمر يناهز 77 عاماً.

## وصلات خارجية
- ماري دوبويس على موقع IMDb (الإنجليزية)
- ماري دوبويس على موقع روتن توميتوز (الإنجليزية)
- ماري دوبويس على موقع ألو سيني (الفرنسية)
- ماري دوبويس على موقع أول موفي (الإنجليزية)
- ماري دوبويس على موقع قاعدة بيانات الأفلام السويدية (السويدية)
- ماري دوبويس على موقع إن إن دي بي (الإنجليزية)
- ماري دوبويس على موقع قاعدة بيانات الفيلم (الإنجليزية)
- ماري دوبويس على موقع كينوبويسك (الروسية)